# Skocznia narciarska w Kielcach
Skocznia narciarska w Kielcach – nieistniejąca skocznia narciarska w Kielcach. Znajdowała się na szczycie Pierścienicy.

## Historia
Pod koniec lat 30. XX wieku na szczycie Pierścienica istniała prowizoryczna skocznia, na której oddawano pierwsze skoki. Skocznia drewniana powstała na początku lat 50. XX wieku, uroczyste otwarcie nastąpiło 14 lutego 1954 roku. Inicjatorem jej budowy był Włodzimierz Wójcikiewicz (pełnił wówczas funkcję sekretarza Okręgowego Związku Narciarskiego). Najdłuższe skoki (około 24 metrowe) oddawał Jan Starzyński, wielokrotny mistrz województwa kieleckiego w skokach narciarskich. Obiekt nie spełniał jednak wymogów regulaminowych pozwalających na rozgrywanie zawodów, dlatego tylko sporadycznie odbywały się na nim konkursy lokalne.
Nowa, betonowa skocznia, którą zaprojektował Jerzy Muniak, została oddana do użytku 11 stycznia 1970 roku (budowę zakończono w grudniu 1969). Wówczas odbyły się na niej pierwsze zawody. Oglądało je kilka tysięcy widzów (została uruchomiona dodatkowa linia autobusowa, która dowoziła kibiców z centrum miasta). Wygrał Józef Zubek (Start Zakopane), który oddał skoki na odległość 42 i 43 metrów. Drugie miejsce ze stratą 0,1 pkt zajął Wojciech Fortuna (Gwardia-Wisła Zakopane). Ponadto w trakcie tych zawodów, choć już poza konkursem, Stanisław Janik (Gwardia-Wisła Zakopane) ustanowił niepobity nigdy rekord skoczni – skoczył na odległość 45 metrów.
W latach 70. XX wieku na skoczni organizowany był m.in. konkurs o Puchar Prezydenta Kielc. Ostatnie zawody w kategorii seniorów odbyły się 8 lutego 1976 roku. Zwyciężył w nich Józef Zubek, który skoczył 41 i 42 metry. 16 stycznia 1977 rozegrany został jeszcze konkurs młodzików o Puchar Gór Świętokrzyskich, który wygrał Janusz Chabik, reprezentant Budowlanych Kielce. Łącznie na skoczni rozegrano jedynie około 10 zawodów, bowiem krążyła opinia, że przy projektowaniu obiektu został popełniony błąd, którego skutki mogły być niebezpieczne dla zawodników.
Na szczycie Pierścienica istniał także wybudowany w latach 50. XX wieku domek w stylu góralskim. Mieściły się w nim: biuro, przebieralnia i bufet. Budynek spłonął w latach 90. XX wieku. Sama skocznia, która po zamknięciu stała się platformą widokową, niszczała. Schody zostały zdemolowane i rozkradzione. Wchodzenie na obiekt stało się niebezpieczne, wydarzyło się kilka wypadków. Istniały pomysły aby na obiekcie powstały taras widokowy i ścianka wspinaczkowa. Mówiono również o remoncie, lecz ze względów finansowych nie doszło do niego. Ostatecznie 19 września 2006 roku skocznia została zburzona.
W latach 2021–2022 roku planowano wybudowanie mini skoczni (K4) w miejscu starej skoczni, co miało symbolicznie uhonorować obiekt, który wyburzono ponad 15 lat temu. Ostatecznie jednak obiekt ten wybudowano przy SP nr 9 w Kielcach.